# Roemenië in de Tweede Wereldoorlog
Toen de Tweede Wereldoorlog dreigde, was Roemenië een doelwit van Hongaars en Bulgaars revisionisme, terwijl de Sovjet-Unie  Bessarabië wilde aanhechten. De Duitsers en Italianen hadden interesse in Roemenië vanwege de oliebronnen die het land bezat. Het land had zich zo onafhankelijk mogelijk opgesteld en bleef zich verzetten tegen pogingen van zowel Duitsland als de Sovjet-Unie om de invloed uit te breiden. Men trachtte zich met name op Frankrijk te richten, terwijl Roemenië met Joegoslavië en Tsjecho-Slowakije de Kleine Entente had gesloten tegen eventueel Hongaars revisionisme. Koning Carol II van Roemenië, die inmiddels als een dictator regeerde, trad hard op tegen de fascistische IJzeren Garde.
De Duitse invloed breidde zich echter gestaag uit. Eind 1939 trachtten de geallieerden alle Roemeense olie op te kopen, maar tegen deze tijd was de Duitse militaire en economische invloed al zo sterk dat Duitsland Roemenië ertoe wist te zetten om olie onder de wereldprijs te verkopen.
In 1940 verloor Roemenië - zonder dat er één schot was afgevuurd - door een verdrag tussen Adolf Hitler en de Sovjet-Unie de gebieden Zuid-Dobroedzja aan Bulgarije en de helft van Transsylvanië aan Hongarije. Het volk gaf Carol II hiervan de schuld en op 5 september 1940 droeg hij de macht over aan generaal Ion Antonescu, die hem de volgende dag afzette. De 19-jarige Michael werd in naam opnieuw koning. Michaël had echter nauwelijks macht en Ion Antonescu gedroeg zich als een dictator.
Antonescu vormde daarop een 'nationaal-legionaire' regering, waar ook de IJzeren Garde van Horia Sima deel van uitmaakte. De coalitie met de IJzeren Garde werd gekenmerkt door antisemitisme, pesterijen en dodelijk geweld in de richting van Joden en andere minderheden van de IJzeren Garde en kleinere antisemitische partijen. In het verarmde Moldavië vonden de meeste incidenten plaats. De ongeregeldheden dreigden de economie en de maatschappij te verstoren, waarop Antonescu besloot zich van de fascisten en antisemieten te ontdoen.

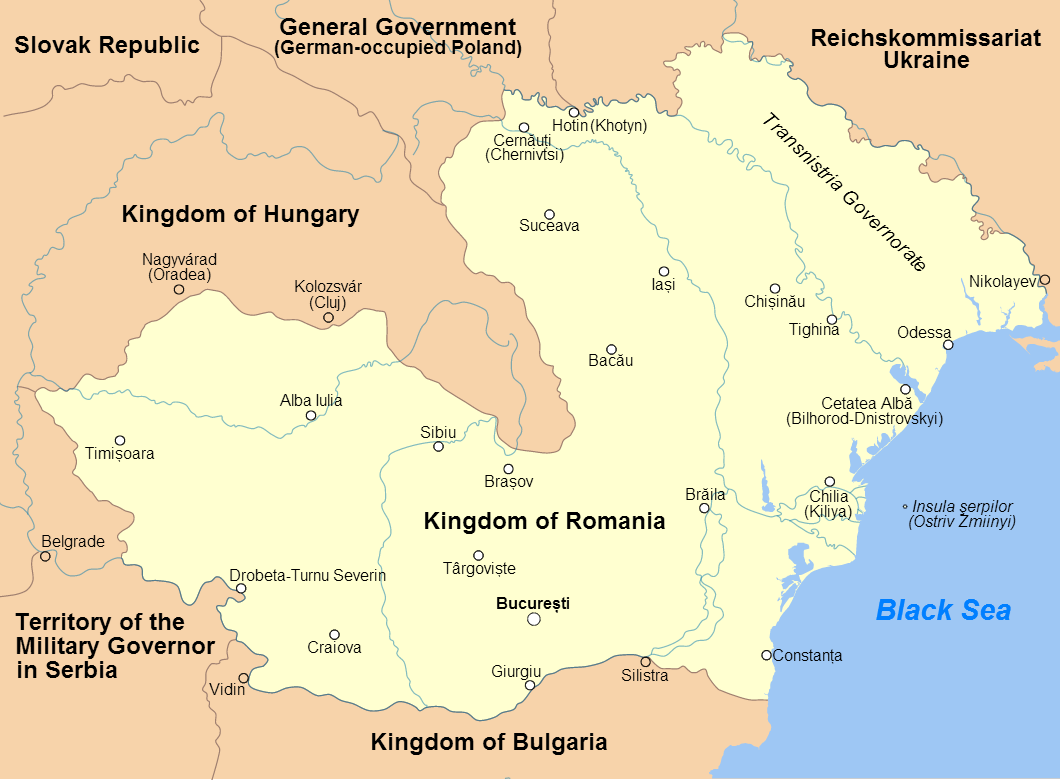
Roemenië tussen 1941-1944

In januari 1941 zette Antonescu (met steun van de Duitsers) de felle antisemitische IJzeren Garde uit de regering. De Zionistische Wereldfederatie mocht vrij opereren om een 'oplossing te vinden voor het Joodse vraagstuk'. Zijn plannen om de Joden massaal naar Palestina over te brengen werden door de Britten tegengehouden. Onderwijl gingen de deportaties van Joden en anderen gewoon door. Door al deze maatregelen kwam ruim 60% van de Joodse bevolking (deze telde in totaal circa 500.000 personen) om het leven.
Antonescu genoot het volledige vertrouwen van Adolf Hitler en stuurde 15 divisies naar het oostfront (1941) om tegen de Sovjet-Unie te vechten. Hij annexeerde het gebied Transnistrië van de Sovjet-Unie. Na de verloren Slag om Stalingrad, trachtte Antonescu de kleinere As-staten te bundelen om tegen de geallieerden te vechten.
Toen dit mislukte steunde hij zijn Minister van Buitenlandse Zaken Mihai Antonescu (geen familie) met diens vredesinitiatieven.

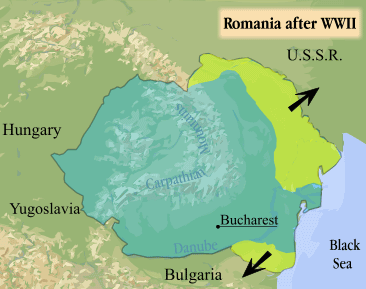
Verloren gebieden na WO2

In augustus 1944 betrad het Rode Leger Roemeense bodem, en versloeg het Roemeense leger beslissend bij Iasi. Het lukte Michael en enkele loyale generaals en partijleiders op 23 augustus 1944 een staatsgreep te plegen, Antonescu te arresteren en de capitulatie van Roemenië uit te roepen. Antonescu werd opgesloten in de kamer waar de koninklijke postzegelverzameling werd bewaard. Voor deze daad kan Michael tot op de dag van vandaag bij de Roemenen niet stuk. Hierna verklaarde hij nazi-Duitsland, Hongarije en Tsjecho-Slowakije de oorlog. Transnistrië werd teruggegeven aan de Sovjet-Unie. De Duitsers namen echter wraak en bombardeerden Boekarest, maar een deel van hun leger was door de Roemeense capitulatie ingesloten.
Door de Vrede van Parijs in 1947 moest Hongarije de helft van Transsylvanië weer teruggeven aan Roemenië, en Roemenië moest Noord-Boekovina, Bessarabië en Zuid-Dobroedzja aan de Sovjet-Unie afstaan.
Ion Antonescu werd op 1 juni 1946 geëxecuteerd.
In 1947 trad koning Michael van Roemenië gedwongen af en vroeg vervolgens asiel aan in Zwitserland.